# Моє велике грецьке весілля
«Моє́ вели́ке гре́цьке весі́лля» (англ. My Big Fat Greek Wedding) — романтична комедія, один з найуспішніших американських фільмів 2002 року. У 2003 році фільм був номінований на «Оскар» в категорії «Найкращий оригінальний сценарій».
У світовому прокаті комедія вартістю п'ять мільйонів доларів зібрала 368 мільйонів доларів, однак у звітності Gold Circle Films занизила ці результати. Том Генкс та його дружина Рита Вілсон, що виступили продюсерами стрічки, намагалися відсудити цю різницю, але згодом відмовились від позову.

## Сюжет
Фільм розповідає про грекиню, яка зі своїм великим сімейством живе в Чикаго. Її батько мріє знайти їй гідного чоловіка грека, але Тула випадково закохується в американця Яна. Батькові Тули це не подобається, але він не хоче забороняти дочці стати щасливою, і тому Яну доведеться пізнати всі особливості культури та побуту греків, щоб домогтися руки коханої. Зокрема, Ян погоджується прийняти православну віру для того, щоб бути гідним Тули.

## В ролях
- Ніа Вардалос — Фотула (Тула) Портокалос
- Джон Корбетт — Ян Міллер
- Майкл Константін — як Костас (Ґас) Портокалос
- Лейні Казан — Марія Портокалос
- Андреа Мартін — тітка Вула
- Ставрула Логофеттіс — Афіна Портокалос
- Луїс Манділор — Нік Портокалос
- Христина Параскевопулос — кузина Дженні
- Гія Карідес — кузен Нікі
- Джой Фейтон — кузен Ангелос
- Брюс Грей — Родні Міллер
- Фіона Рейд — Гарієт Міллер
- Аріель Шугарман — Періс Міллер
- Джейн Іствуд — місіс Вайт
- Іен Гомес — Майк, друг Яна Міллера (чоловік Нії Вардалос у реальному житті та характерний актор, що заміняв Джона Корбетта)

## Зйомки
Хоча сценарій базується на досвіді сім'ї головної героїні у грецькій громаді Вінніпега, дію фільму перенесено до Чикаго, а більшість сцен знято в кварталі Денфорт у Торонто. Сцени весілля зняті в українській католицькій церкві святого Миколая в Торонто. 